# Президентські вибори у США 1848
Президентські вибори 1848 року проходили 7 листопада. Президент Джеймс Полк не виставив свою кандидатуру на другий термін через проблеми зі здоров'ям (він помер через 4 місяці після виборів). Представник партії вігів Закарі Тейлор здобув перемогу над кандидатом від Демократичної партії Льюїсом Кессі. Він став другим та останнім президентом від Вігів.

## Вибори
В 1846—1847 рр. Віги фокусували свої зусилля на засудження військової політики Джеймса Полка. Однак, їм довелося різко міняти тактику. У лютому 1848 року Полк уклав договір Гвадалупе-Ідальго, який закінчив Американо-мексиканську війну та за яким Сполученим Штатам відійшла величезна територія, включаючи сучасну територію Техасу, Каліфорнії, Юти, Колорадо, Аризони та більшу частину Нью-Мексико. Віги в Сенаті прогосовали за договір. Влітку партія Вігів номінували героя цієї війни Закарі Тейлора як кандидата в президенти. Тейлор обіцяв не вести більш воєн, однак, він не засуджував Американо-мексиканської війни і не критикував Полка. Віги були змушені дотримуватися його курсу. Вони переорієнтувалися на обговорення питання про те, чи слід заборонити рабовласництво на придбаних територіях. Таким чином, висування Тейлора, який не підтримував політичної платформи партії, був практично актом відчаю. Демократи фактично принесли перемогу, мир, благоденство, придбали територію Орегону та Південного заходу. Внаслідок вони ставали автоматично переможцями на виборах, якби Віги не висунули Тейлора.

### Результати

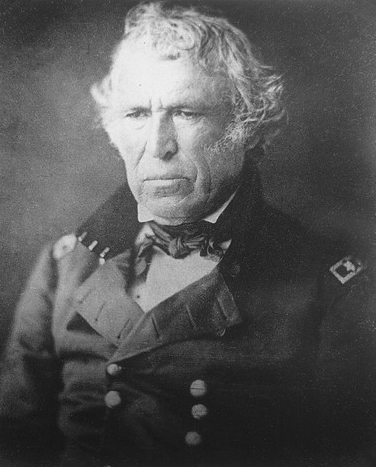
Внаслідок виборів 1848 року герой американо-мексиканської війни Закарі Тейлор став дванадцятим президентом США.

| Кандидат         | Партія               | Виборці   | Виборці | Виборники |
| Кандидат         | Партія               | Кількість | %       | Виборники |
| ---------------- | -------------------- | --------- | ------- | --------- |
| Закарі Тейлор    | Партія вігів         | 1.361.393 | 47,3 %  | 163       |
| Льюїс Касс       | Демократична партія  | 1.223.460 | 42,5 %  | 127       |
| Мартін ван Бюрен | Партія вільної землі | 291.501   | 10,1 %  | 0         |
| Джеррит Сміт     | партія свободи       | 2.545     | 0,1 %   | 0         |
| Всього           | Всього               | 2.879.184 | 100 %   | 290       |